# Lidija Andolšek-Jeras
Lidija Andolšek-Jeras, slovenska ginekologinja, profesorica in akadémkinja, * 30. julij 1929, Brvace, † 18. december 2003, Ljubljana.
Andolšek-Jeras je delovala kot redna profesorica za ginekologijo in porodništvo Medicinske fakultete Univerze v Ljubljani in bila redna članica Slovenske akademije znanosti in umetnosti (od 27. maja 1993).
Med letoma 1992 in 1999 je bil tajnica VI. razreda SAZU, med letoma 1999 in 2002 glavna tajnica SAZU in od leta 2002 do smrti članica predsedstva SAZU.

## Priznanja
Leta 1983 je s soavtorji prejela Nagrado Sklada Borisa Kidriča za raziskavo Vpliv hormonskih kontracepcijskih tablet na pojavljanje raka na materničnem vratu in njegovih predstopenj.
Leta 1996 jo je takratni predsednik Republike Slovenije Milan Kučan odlikoval s Srebrnim častnim znakom svobode Republike Slovenije za zasluge pri strokovnem, organizacijskem in raziskovalnem delu na področju medicine, predvsem pri zdravstvenem varstvu žensk, za pedagoško in mentorsko delo ter za osebni prispevek k ugledu stroke v mednarodnih krogih.
26. aprila 2023 so v parku med ljubljansko medicinsko fakulteto in stavbo stare porodnišnice, ki je poimenovan po njej, odkrili njen doprsni kip.